# یان گودفلو
یان گودفلو (انگلیسی: Ian Goodfellow؛ زادهٔ ۱۹۸۵ یا ۱۹۸۶) دانشمند در زمینه یادگیری ماشینی و هوش مصنوعی اهل ایالات متحده آمریکا است. او ابتدا به عنوان دانشمند در گوگل برین کار می‌کرد و سپس در سال ۲۰۱۹ به اپل پیوست. گودفلو تحقیقات گسترده‌ای در زمینه یادگیری عمیق انجام داده‌است.
گودفلو کارشناسی و کارشناسی ارشد خود را در زمینه علوم کامپیوتر تحت نظر اندرو ان‌جی از دانشگاه استنفورد دریافت کرد. او سپس پی‌اچ‌دی خود را در زمینه یادگیری ماشینی تحت نظر یوشوا بنجیو از دانشگاه مونترال دریافت نمود. 
او بیشتر از هرچیز با اختراع شبکه‌های زایای دشمنگونه در سال ۲۰۱۴ شناخته می‌شود. گودفلو در سال ۲۰۱۷ توسط ام‌آی‌تی تکنالجی ریویو در فهرست «۳۵ نوآور برتر زیر ۳۵ سال» قرار گرفت و در سال ۲۰۱۹، نشریه فارن پالیسی او را در فهرست «۱۰۰ متفکر جهانی» قرار داد. 